# Заморские территории Франции

Заморские владения Франции

Замо́рские территории Фра́нции (фр. France d'outre-mer) — тринадцать территорий (преимущественно островов, за исключением континентальной Гвианы), принадлежащих Франции, но удалённых от её основной европейской территории. Сейчас эти территории могут иметь следующий статус:
- заморский департамент и регион (département et région d’outre-mer, аббревиатура DOM, реже DROM)
- заморское сообщество (collectivité d’outre-mer, аббревиатура COM)
- административно-территориальное образование с особым статусом (collectivité sui generis)

## Статусы заморских территорий

### Заморские департаменты и регионы
Заморские департаменты и регионы имеют статус равный департаментам и регионам в метрополии. Каждый заморский регион состоит из одного одноименного заморского департамента.
- Гваделупа (la Guadeloupe)
- Мартиника (la Martinique)
- Гвиана (la Guyane)
- Реюньон (la Réunion)
- Майотта (Mayotte)

### Заморские сообщества
Заморские сообщества — полу-автономные регионы, имеющие расширенные права по сравнению с заморскими регионами/департаментами, в частности имеющие права принимать собственные законы в определенных ограниченных юридических областях.
- Сен-Мартен (Saint-Martin)
- Сен-Бартельми (Saint-Barthélemy)
- Сен-Пьер и Микелон (Saint-Pierre-et-Miquelon)
- Французская Полинезия (la Polynésie française)
- Уоллис и Футуна (Wallis-et-Futuna)

### Административно-территориальное образование с особым статусом
Административно-территориальное образование с особым статусом — территория, будущий статус которой будет определен в результате обсуждений и переговоров.
- Новая Каледония (la Nouvelle-Calédonie)

### Прочие заморские территории
Прочие заморские территории — территории не имеющие постоянного населения.
- Французские Южные и Антарктические территории или ФЮАТ (Terres australes et antarctiques françaises, TAAF), включающие в себя:
  - Архипелаг Амстердам (острова Сен-Поль и Амстердам)
  - Острова Крозе́
  - Архипелаг Кергеле́н
  - Острова Эпа́рсе
  - Земля Адели
- Клиппертон (Clipperton)

## Список заморских территорий Франции
| Флаг | Герб | Территория                                    | Регион           | Площадь км² | Население | Год  | Административный центр | Статус                                             |
| ---- | ---- | --------------------------------------------- | ---------------- | ----------- | --------- | ---- | ---------------------- | -------------------------------------------------- |
|      |      | Гваделупа                                     | Карибское море   | 1628        | 372939    | 2022 | Бас-Тер                | Заморский департамент                              |
|      |      | Мартиника                                     | Карибское море   | 1128        | 350373    | 2022 | Фор-де-Франс           | Заморский департамент                              |
|      |      | Реюньон                                       | Индийский океан  | 2512        | 868846    | 2022 | Сен-Дени               | Заморский департамент                              |
|      |      | Французская Гвиана                            | Южная Америка    | 91000       | 294436    | 2022 | Кайенна                | Заморский департамент                              |
|      |      | Майотта                                       | Индийский океан  | 374         | 299348    | 2022 | Мамудзу                | Заморский департамент                              |
|      |      | Французская Полинезия                         | Тихий океан      | 4167        | 278786    | 2022 | Папеэте                | Заморское сообщество                               |
|      |      | Уоллис и Футуна                               | Тихий океан      | 274         | 11558     | 2018 | Мата-Уту               | Заморское сообщество                               |
|      |      | Сен-Пьер и Микелон                            | Северная Америка | 242         | 5974      | 2019 | Сен-Пьер               | Заморское сообщество                               |
|      |      | Сен-Мартен                                    | Карибское море   | 53          | 32489     | 2019 | Мариго                 | Заморское сообщество                               |
|      |      | Сен-Бартельми                                 | Карибское море   | 21          | 10289     | 2019 | Густавия               | Заморское сообщество                               |
|      |      | Новая Каледония                               | Тихий океан      | 18576       | 275590    | 2022 | Нумеа                  | Особое административно-территориальное образование |
|      |      | Французские Южные и Антарктические территории | Индийский океан  | 439672      | 0         | 2016 | Порт-о-Франсэ          | Заморская территория                               |
|      |      | Клиппертон                                    | Тихий океан      | 9           | 0         | 2016 | Нет                    | Заморская территория                               |
|      |      | Всего                                         |                  | 559 655     | 2 799 628 |      |                        |                                                    |

Общая сумма площади всех 13 территорий составляет 559 655 км² (без Земли Адели — 127 655 км²), а население 2 750 899 человек.

## Территориальные претензии
- Мадагаскар оспаривает острова Басас-да-Индия, Глорьёз, Европа, Жуан-ди-Нова, входящие в состав Островов Эпарсе, имеющих особый статус заморского административно-территориального образования Франции.
- Коморские Острова (Союз Коморских Островов) претендуют на остров Маоре (бывший Майотта), который имеет статус «заморского департамента» Франции.
- Суринам (бывшая Голландская Гвиана) имеет претензии к территориям Французской Гвианы — крупнейшего заморского департамента Франции.
- Маврикий с 1990 г. ведет переговоры о возвращении острова Тромлен (принадлежит Франции). Также существует принципиальное согласие относительно совместного управления островом и прилегающим к нему морским пространством.
- Вануату оспаривает права на острова Мэттью и Хантер[англ.], расположенные в Новой Каледонии, с 1946 года носящей статус «заморской территории» Франции.
- ООН не признаёт территориальных прав Франции на Землю Адели — антарктический сектор, включённый Францией в состав её Южных и Антарктических территорий.